# 생물학에서의 철

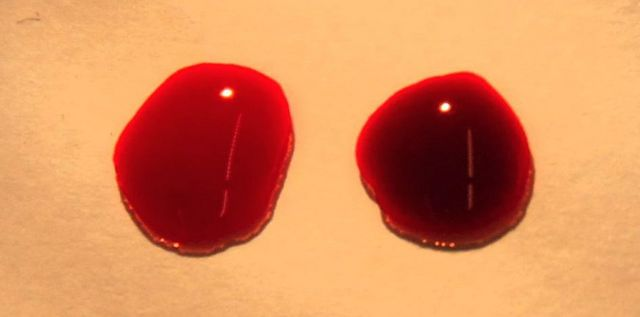
헤모글로빈에 함유된 철로 인해 척추동물의 혈액이 붉은색을 띠게 된다.

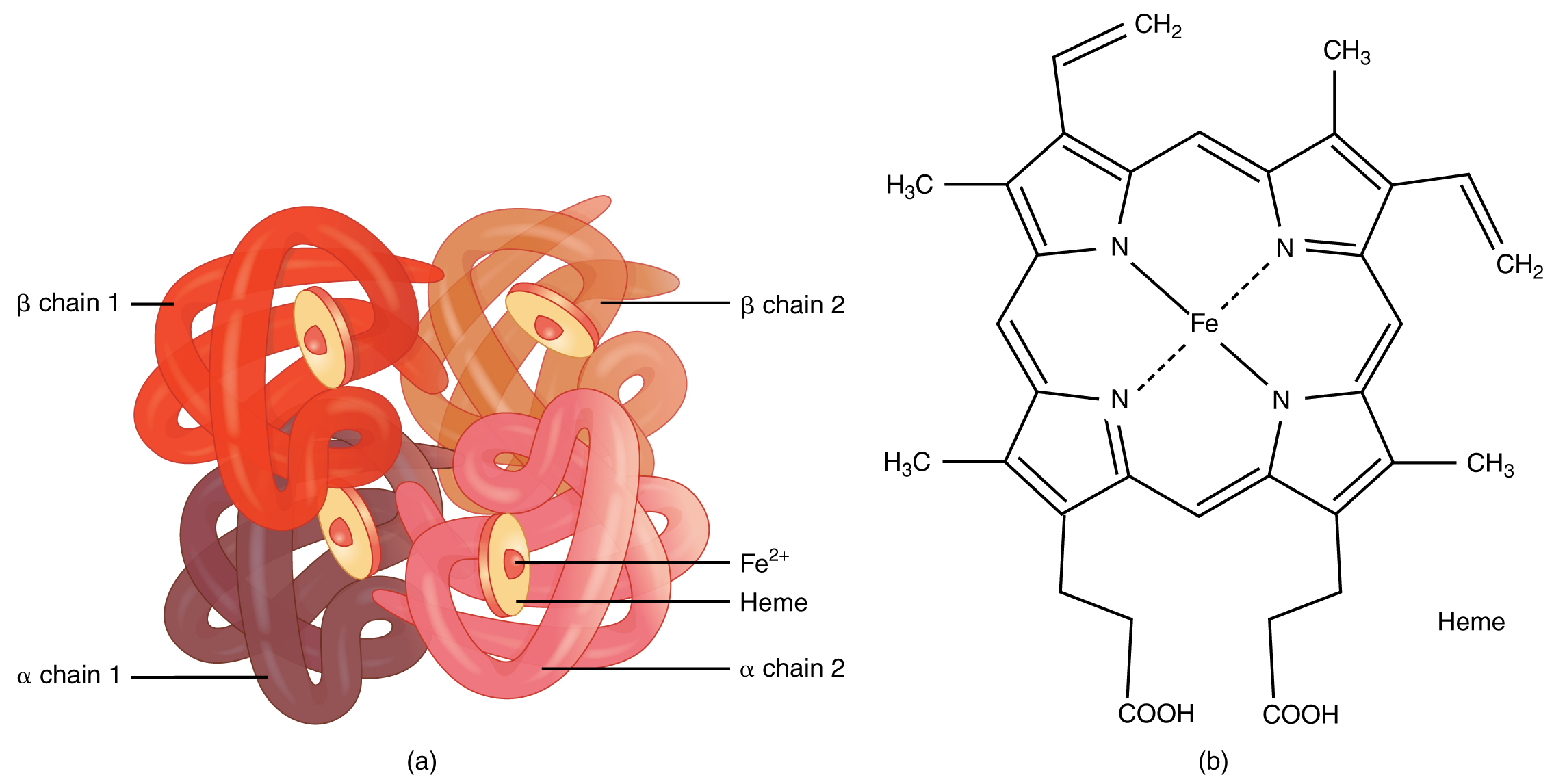
헤모글로빈(a)과 헤모글로빈에 포함된 헴 분자(b)의 구조

생물학에서의 철(영어: iron in biology)은 생물체에 있어 여러 가지로 중요한 원소이다. 철은 보편적으로 존재하는 철-황 단백질 모두에 사용되며, 척추동물에서는 혈액과 산소 운반에 필수적인 헤모글로빈에 사용된다.

## 개관
철은 생명에 필수적이다. 철-황 클러스터는 널리 퍼져 있으며 생물학적 질소 고정을 담당하는 효소인 질소고정효소를 포함한다. 철 결합 단백질은 산소의 운반, 저장, 사용에 관여한다. 철 단백질은 전자 전달에 관여한다. 철은 거의 모든 생명체에 존재하기 때문에 철이 초기 생명체의 핵심 구성 요소였다는 철-황 세계 가설이 탄생했다.

## 같이 보기
- 철-황 단백질
- 헤모글로빈